# Episodi di Malcolm (settima stagione)
La settima e ultima stagione di Malcolm è andata in onda sul canale statunitense Fox dal 6 giugno 2005 al 14 maggio 2006. In Italia è stata trasmessa in chiaro da Italia 1 dal 22 gennaio al 5 febbraio 2008.
| nº | Titolo originale       | Titolo italiano           | Prima TV USA     | Prima TV Italia  |
| -- | ---------------------- | ------------------------- | ---------------- | ---------------- |
| 1  | Burning Man            | La fiera della creatività | 6 giugno 2005    | 22 gennaio 2008  |
| 2  | Health Insurance       | L'assicurazione           | 7 ottobre 2005   | 22 gennaio 2008  |
| 3  | Reese Vs. Stevie       | Vizi dannosi              | 21 ottobre 2005  | 23 gennaio 2008  |
| 4  | Halloween              | Halloween                 | 28 ottobre 2005  | 23 gennaio 2008  |
| 5  | Jessica Stays Over     | Condivisione              | 4 novembre 2005  | 24 gennaio 2008  |
| 6  | Secret Boyfriend       | Un amore segreto          | 11 novembre 2005 | 24 gennaio 2008  |
| 7  | Blackout               | Blackout                  | 18 novembre 2005 | 25 gennaio 2008  |
| 8  | Army Buddy             | Compagno d'armi           | 2 dicembre 2005  | 25 gennaio 2008  |
| 9  | Malcolm Defends Reese  | La nuova babysitter       | 16 dicembre 2005 | 28 gennaio 2008  |
| 10 | Malcolm's Money        | La borsa di studio        | 6 gennaio 2006   | 28 gennaio 2008  |
| 11 | Bride Of Ida (1)       | Il matrimonio (1)         | 13 gennaio 2006  | 29 gennaio 2008  |
| 12 | College Recruiters (2) | Astinenza (2)             | 20 gennaio 2006  | 29 gennaio 2008  |
| 13 | Mono                   | La quarantena             | 12 febbraio 2006 | 30 gennaio 2008  |
| 14 | Hal Grieves            | Lutto in famiglia         | 19 febbraio 2006 | 30 gennaio 2008  |
| 15 | A.A.                   | Alcolisti anonimi         | 5 marzo 2006     | 31 gennaio 2008  |
| 16 | Lois Strikes Back      | Tale figlio tale madre    | 19 marzo 2006    | 31 gennaio 2008  |
| 17 | Hal's Dentist          | Mal di denti              | 26 marzo 2006    | 1º febbraio 2008 |
| 18 | Bomb Shelter           | Il rifugio                | 2 aprile 2006    | 4 febbraio 2008  |
| 19 | Stevie In The Hospital | Battaglia navale          | 9 aprile 2006    | 4 febbraio 2008  |
| 20 | Cattle Court           | Lezioni di vita           | 16 aprile 2006   | 1º febbraio 2008 |
| 21 | Morp                   | Il ballo alternativo      | 23 aprile 2006   | 5 febbraio 2008  |
| 22 | Graduation             | Ognuno per la sua strada  | 14 maggio 2006   | 5 febbraio 2008  |

## La fiera della creatività
- Titolo originale: '
- Diretto da:
- Scritto da:

### Trama
Malcolm e Reese cercano di partecipare di nascosto alla fiera "Brucia Totem", ma vengono scoperti dai genitori, i quali successivamente (convinti dalle bugie dei figli) fanno partecipare tutta la famiglia con un camper prestato dal capo di Hal. Una volta arrivati alla fiera, una specie di raduno hippy con personaggi di ogni sorta, la famiglia si divide. Malcolm conosce una sciamana dell'età di sua mamma con cui perde la verginità, Reese si ambienta benissimo con tutti i personaggi che trova, dicendo di non essere mai stato così felice, Dewey viene sfruttato da Hal, il quale cura ossessivamente il camper, mentre Lois conosce un gruppo di ragazze insieme a Jamie. In seguito però le cose cambiano, Malcolm rovina tutto con la sciamana, che lo lascia, mentre Reese che viene scelto dai partecipanti per bruciare il totem e porre fine alla festa si rifiuta perché troppo felice. Il secondogenito però lancia la fiamma contro il camper, il quale, pieno di sostanze per la pulizia, esplode. L'episodio si conclude con Hal che continua a sfruttare Dewey nel lavoro extra che deve fare per ripagare il camper.
- Il festival "Brucia Totem" esiste davvero e si chiama Burning Man.

## L'assicurazione
- Titolo originale: '
- Diretto da:
- Scritto da:

### Trama
Hal si dimentica di pagare l'assicurazione medica della famiglia e cerca di evitare in tutti i modi che qualsiasi componente della famiglia si faccia male nascondendo oggetti contundenti e chiudendo i figli in camera. La sua ossessione però finirà per far crollare parte della casa e fargli lussare una gamba, la quale verrà curata da un amico dei figli. Lois nel frattempo partecipa con i suoi colleghi a delle riunioni segrete del sindacato per avere migliori trattamenti sul lavoro. Uno dei colleghi però fa la spia e lei pensa sia Craig, il quale viene punito nonostante sia innocente. La donna per scusarsi poi accetta di partecipare a una festa a sorpresa dove Craig canta in suo onore. 

## Vizi dannosi
- Titolo originale: '
- Diretto da:
- Scritto da:

### Trama
Hal scopre che Dewey ha cominciato a fumare trovando tutte le sue sigarette nascoste in casa anni fa. Il padre cerca di far smettere il figlio da questo vizio e in cambio lui cerca di motivarlo smettendo di bere caffè (ne beve in quantità industriale tutti i giorni). I due però falliscono e finiscono per invertirsi i vizi, con il padre che riprende a fumare e il figlio che inizia a bere caffè. Vengono però scoperti da Lois che fa smettere entrambi e obbliga Hal a trovare e buttare tutte le sigarette che sono nascoste ovunque in casa. Nel frattempo Reese vuole picchiare Stevie perché lo prende sempre in giro e perché ha paura che Malcolm da grande lo abbandonerà. Il secondogenito per avere uno scontro alla pari sta in una botte piena di ghiaccio dalla cintola in su per avere le gambe bloccate, ignaro che Stevie sta provando un esoscheletro in grado di farlo camminare e che gli conferisce una forza sovrumana. Grazie a questo Reese viene picchiato talmente tanto da finire a letto per diverso tempo.
- Jamie nell'episodio dice le sue prime parole di nascosto alla madre: "Perché non chiudi il becco?" nella versione originale "Shut up".

## Halloween
- Titolo originale: '
- Diretto da:
- Scritto da:

### Trama
Malcolm e Reese scoprono che la casa in cui vive la famiglia è stato teatro di un massacro molti anni prima, questo terrorizza a morte il padre. Il giorno di successivo è Halloween, ma Malcolm ha la febbre e deve stare a casa con Hal, il quale ha paura che ci sia un fantasma in casa. Reese e Dewey vanno di casa in casa a fare "scherzetto o dolcetto" portandosi dietro Jamie, ma dopo una casa in cui lanciano uova contro un anziano non si accorgono di averlo scambiato con un altro bambino. Il quintogenito torna quindi a casa e si nasconde in una presa di aerazione mangiando i dolci e facendo rumori, Malcolm e il padre non sapendolo si spaventano pensando sia effettivamente un fantasma. Intanto Lois va a prendere quello che pensa sia Jamie dagli altri due figli e lo porta al lavoro dove però viene arrestata perché i poliziotti pensano abbia rapito quella che si rivela essere una bambina. Reese e Dewey nel frattempo rimangono incastrati in un materasso abbandonato e raggiunti dall'anziano precedente vengono presi a uova in faccia. L'episodio si conclude con Malcolm e il padre che trovano Jamie in casa.

## Condivisione
- Titolo originale: '
- Diretto da:
- Scritto da:

### Trama
Malcolm vuole andare a vedere un autore di fumetti, ma la mamma non gli dà la macchina. In seguito scopre che Jessica invece l'ha ricevuta da Lois semplicemente facendo finta di sentirsi molto dispiaciuta per il periodo difficile che passa (il padre alcolizzato è stato arrestato), il ragazzo fa lo stesso e comincia a ottenere vari favori. Nel frattempo Reese ha come compito a scuola di scrivere a un amico di penna in Cina, tuttavia per sue strane argomentazioni ci litiga e decide di partire dentro una cassa per andare a picchiarlo nel paese asiatico. In questo si fa aiutare da Dewey, che però in realtà tiene la cassa in garage e gli fa una marea di scherzi. Malcolm viene in seguito ricattato da Jessica nel tentativo di avere la casa libera per avere un rapporto sessuale con il suo ragazzo, ma il primogenito della famiglia poi torna a casa in lacrime perché ha confessato tutto alla madre e interrompe i due fidanzati. Dewey in seguito incontra il fidanzato della ragazza e nota che è di origine asiatica, con la scusa gli fa aprire la cassa in garage. Reese esce e pensando sia l'amico di penna cinese cerca di picchiarlo, ma essendo stremato viene a sua volta riempito di botte. In tutto l'episodio Hal ha uno scontro con un'ape a cui ha sterminato l'alveare. Alla fine dell'episodio l'uomo riesce a uccidere l'animale facendo scontrare la propria auto contro un muro.

## Un amore segreto
- Titolo originale: '
- Diretto da:
- Scritto da:

### Trama
Malcolm viene obbligato a fare un compito in classe con Vicki Jarett, una ragazza bellissima, ma molto stupida. All'inizio della lezione però si scopre che è invece molto intelligente e che si è fatta mettere apposta con lui dal professore perché ne è innamorata. Ma la ragazza essendo molto popolare tiene nascosto a tutti la loro storia arrivando anche a insultarlo in pubblico. Jessica riesce poi a far lasciare i due per il bene di Malcolm dicendo di essere a sua volta innamorata del ragazzo. I due alla fine si baciano, ma lei dice di non provare nulla. Lois nel frattempo sogna che Reese ormai adulto, il quale è disoccupato e va ancora a scuola, la maltratta da vecchia e lo manda via da casa. Il secondogenito finisce per far la vita da barbone, ma quando la madre si fa male l'aiuto subito e lei lo fa rientrare in casa. La notte però Reese sogna che da vecchia Lois lo sfrutta senza pietà e allora dice che andrà via da casa il prima possibile. Dewey nell'episodio fa il record al minigolf, ma non riceve una partita gratis dal gestore, perché la pallina si è bloccata in un punto del percorso. Hal, sentendo questo discorso, obbliga il ragazzo a ottenere questa partita gratis in tutti i modi illeciti, anche se lui non è interessato. Alla fine, obbligato dal padre, giocano di nascosto di notte, ma il quartogenito con uno stratagemma rinchiude Hal in una costruzione del percorso con una famiglia di procioni.

## Blackout
- Titolo originale: '
- Diretto da:
- Scritto da:

### Trama
Francis torna di nascosto a casa e incontra Jamie, il quale lascia volare un palloncino e provoca alle 18:42 un blackout perché finisce nei cavi della luce. Hal vuole festeggiare l'anniversario di matrimonio con della carne originale di Kobe, la quale viene cucinata da Reese. Il secondogenito però riempie di sonniferi la carne perché Malcolm ha invitato tre ragazze olandesi in casa loro e cerca di avere la casa libera. Nel frattempo si scopre che Francis è tornato a casa solo per prendere un pesce impagliato per mostrarlo a dei ragazzini. Dewey in precedenza aveva ottenuto la promessa dal padre di mangiare cereali la sera, ma Hal non mantiene la promessa. Il quartogenito decide quindi di vendicarsi aggiungendo una dose extra di sonnifero in tutta la carne, la quale viene mangiata da tutti tranne che da lui. L'episodio si conclude proprio con tutta la famiglia che dorme e Dewey che mangia cereali con le tre ragazze olandesi.
- L'episodio viene visto da tre punti di vista che partono sempre dalle ore 18:42 il momento del blackout.
- In questo episodio per la seconda volta Jamie parla quando vede e chiama per nome il fratello Francis.

## Compagno d'armi
- Titolo originale: '
- Diretto da:
- Scritto da:

### Trama
Abby, una compagna di armi di Reese, viene a trovare l'amico e sta per un po' di tempo con la famiglia. Per colpa di Malcolm il secondogenito pensa che la sua amica sia innamorata di lui quando invece è omosessuale e innamorata di Lois. Alla fine quando sta andando via perché è finito il suo periodo di ferie Reese si fa trovare nudo pensando di perdere la verginità con lei, ma la ragazza gli dice di essere omosessuale e tornano normali amici. Malcolm intanto deve 10 dollari a Dewey e piuttosto di pagarlo gli dà della sua roba vecchia, tra cui dei fumetti. Il quartogenito vende un fumetto però a qualche centinaio di dollari e per avere quei soldi Malcolm decide di fare diverse cose umilianti decise dal fratello minore. Lois intanto ha comprato dei plantari che le hanno risolto tutti gli acciacchi che aveva, Hal però è geloso perché quando non stava bene coccolava la moglie ed era felice. Una notte decide di rovinare i plantari, ma la situazione degenera e successivamente cerca di riparli venendo scoperto dalla moglie. I due si riconciliano alla fine dell'episodio.

## La nuova babysitter
- Titolo originale: '
- Diretto da:
- Scritto da:

### Trama
Reese dopo la bocciatura è nella stessa classe di Malcolm dove viene continuamente umiliato perché non sa rispondere a nessuna domanda del professore. Questo avviene perché il docente è il detentore della miglior media voto della scuola e vuole ricattare Malcolm che sta per superarlo umiliando proprio il fratello. Il terzogenito quindi inizialmente decide di sbagliare apposta per aiutare Reese. In seguito però scopre che il professore ha ottenuto quella media con l'inganno e il record viene ridato alla studentessa che lo deteneva in precedenza grazie a una soffiata di Malcolm al preside. Intanto Dewey ha una cotta per una sua compagna di nome Gina e Hal cerca di aiutarlo rovinando solamente la situazione con i suoi tentativi. Alla fine il quartogenito però da solo riesce a uscire con la ragazza. Lois intanto ha una nuova babysitter, Claire, la quale è molto brava con Jamie, ma è molto logorroica. La madre alla fine non riesce più a sopportarla e la manda via. La bambinaia purtroppo muore il giorno dopo e la sorella, Donna, va a trovare Lois. La donna però si rivela essere logorroica come la parente morta.
- La canzone usata durante le umiliazioni inflitte a Reese è "Love Machine" dei Miracles.

## La borsa di studio
- Titolo originale: '
- Diretto da:
- Scritto da:

### Trama
Malcolm deve fare la foto per l'annuario e all'inizio decide di andarci vestito come tutti i giorni perché non gli interessa. Gli altri studenti però tutti vestiti al meglio gli fanno cambiare idea dopo aver fatto la foto e cerca di convincere il fotografo a farne un'altra. L'uomo però viene umiliato dal ragazzo e decide all'inizio di non farlo. In seguito, dopo che Malcolm lavora un sacco di ore per lui, gli fa una foto, che però al ragazzo non piace comunque. Nel frattempo a casa arriva un assegno per il terzogenito di 10 000 dollari per i suoi studi e Hal e Lois decidono di tenersi i soldi di nascosto. Vengono scoperti da Dewey, che pretende la sua parte. I tre finiscono per sprecare i soldi e riescono poi a dare 3857 dollari a Malcolm, che ignaro di tutto è comunque contento e usa quei soldi per farsi fare delle foto con ragazze ed effetti speciali per l'annuario. Intanto Reese, che ha ripreso a lavorare dal macellaio, consegna della carne in un ospizio. Qui si diverte con tutti gli anziani e fa amicizia con una donna. Costei gli chiede di organizzare un incontro sessuale di nascosto con un altro anziano della struttura, perché dice che i gestori non lo permettono. In realtà è tutto un trucco della donna che vuole vendicarsi verso la moglie dell'uomo.

## Il matrimonio (1)
- Titolo originale: '
- Diretto da:
- Scritto da:

### Trama
Dewey deve andare a fare una gara di musica nel fine settimana con i genitori. Malcolm e Reese vengono quindi lasciati con la nonna e Raduca, una giovane ragazza dell'est Europa che si occupa di lei. Il quartogenito farà un viaggio terribile a causa dei genitori e perderà anche la gara a favore di un ragazzo cinese. I due fratelli intanto sono costretti a sfidarsi in tre gare per determinare se Reese è diventato un uomo secondo le tradizioni del paese originario della nonna. Se il secondogenito le vincerà tutte e tre potrà essere considerato un uomo e sposare Raduca.
Le sfide sono:
1. I due fratelli sono legati tra loro da uno spago intorno alle loro orecchie e devono tirare nella loro direzione per vincere nonostante il dolore. Reese vince la prima sfida perdendo poi molto sangue dall'orecchio e da un occhio.
2. I due fratelli vengono messi dentro un sacco con un cane feroce e un gatto. Il primo che riesce a uscire vince. Reese vince anche la seconda sfida.
3. La terza sfida riguarda un indovinello su uno strano tavolino a cui i due fratelli sono seduti. Malcolm risolve l'enigma imprigionando Reese e vince la sfida.

Il secondogenito però nonostante non abbia vinto l'ultima sfida e contro la volontà della nonna e di Malcolm sposa Raduca a Las Vegas.
- Vi sono analogie tra il matrimonio di Reese e quello di Francis: entrambi sposato donne non statunitensi, entrambi molto giovani ed entrambi dopo averle appena conosciute.

## Astinenza (2)
- Titolo originale: '
- Diretto da:
- Scritto da:

### Trama
Dewey va a stare qualche giorno da Francis che vive in una casa fatiscente, non ha un lavoro e ha vari debiti. Il quartogenito all'inizio è entusiasta del fratello, ma successivamente capisce che è in una brutta situazione e gli dice che un lavoro non verrà a casa sua cadendo dal cielo. Cerca di convincerlo a cercare un impiego, ma quando se ne sta andando dopo che si è arreso Francis si presenta tutto vestito bene per andare al centro di collocamento. Ironia della sorte un amico del primogenito bussa alla porta e gli dà un lavoro da sogno come manager della sua rock band, in cui in sostanza non dovrà fare nulla se non cercare belle ragazze e divertirsi. Nel frattempo Hal si sta occupando di ricevere i reclutatori per il college di Malcolm, a tutti promette che il figlio andrà da loro in cambio di gadget e cene eleganti. Malcolm però ha già deciso che andrà all'Università di Harvard. Intanto Raduca e Reese vanno a vivere nel garage della famiglia dove la ragazza lo sfrutta nei lavori di casa, lo tradisce di nascosto e spera di ottenere la green card grazie al matrimonio. Lois e il secondogenito però scoprono il tradimento di Raduca, la quale inoltre non riceve neanche la green card.

## La quarantena
- Titolo originale: '
- Diretto da:
- Scritto da:

### Trama
Lois prende la mononucleosi e successivamente la passa a Malcolm. I due quindi sono costretti a stare a letto nella stessa stanza. Incredibilmente però vanno talmente d'accordo che fanno un sacco di cose insieme e parlano e si confessano diversi segreti. I due però quando guariscono tornano ad avere lo stesso rapporto di sempre. Hal nel frattempo viene invitato dai vicini della zona in tutte le feste che organizzano perché hanno saputo che la moglie non c'è essendo malata. In seguito confesseranno al marito che non sopportano Lois ed è per questo che per anni non gli hanno mai invitati. Hal sentito questo dice di amare la moglie e che non andrà mai più a feste organizzate da loro.

## Lutto in famiglia
- Titolo originale: '
- Diretto da:
- Scritto da:

### Trama
Il padre di Hal muore e l'uomo rimane sconvolto dall'accaduto. Il genitore infatti ha paura che i figli si dimenticheranno di lui quando morirà e che non gli vogliono bene. L'uomo quindi comincia a comprare tutto quello che vuole a Reese e Dewey i quali se ne approfittano, Malcolm indignano sta per dire al padre quello che stanno facendo i figli, ma finisce anche lui per approfittarne con la promessa di un'auto nuova. Alla fine dell'episodio Lois scopre tutto, impedisce a Hal di comprare altre cose e lo rincuora mentre piange per il lutto. Abe intanto cerca di invitare qualche attore di Star Trek per aiutare il suo amico, ma fallisce nei suoi tentativi. Alla fine dell'episodio però George Takei va a casa della famiglia per trovare Hal.

## Alcolisti anonimi
- Titolo originale: '
- Diretto da:
- Scritto da:

### Trama
Lois e Hal vengono invitati da Francis a casa sua perché grazie agli Alcolisti anonimi è un anno che non beve. La famiglia va quindi alla riunione dell'associazione dove però si scopre che il figlio ha dato tutte le colpe alla madre dipingendola come un mostro. In seguito quando tornano a casa di Reese hanno un confronto dove si scopre che in realtà Francis non è mai stato un alcolista. Il ragazzo infatti ha sempre incolpato Lois e l'alcool dei suoi insuccessi. Quando quindi i genitori arrabbiati se ne vanno il figlio cerca un nuovo capro espiatorio e lo identifica nella moglie. Nel frattempo Reese, Malcolm e Deweey sono rimasti soli a casa. Il minore dei tre fratelli trova le chiavi della macchina e i maggiori preparano un piano per la giornata ignorando completamente quello che vuole il quartogenito. Il più piccolo dei fratelli allora dice di aver ingoiato le chiavi del mezzo, i due fratelli allora cercano di farle uscire facendogli mangiare cibi lassativi. Alla fine però si scopre che ha mentito ed è scappato con l'auto.

## Tale figlio tale madre
- Titolo originale: '
- Diretto da:
- Scritto da:

### Trama
Quattro ragazze tirano un brutto scherzo a Reese dicendo che una tale Cindy vuole uscire con lui. All'appuntamento però gli portano un maiale, gli fanno le foto e lo umiliano davanti a tutta la scuola. Il ragazzo rimane sconvolto e in stato catatonico. Lois decide quindi di vendicarsi di tutte le ragazze, ma man mano che va avanti con le sue vendette viene scoperta da Malcolm. Il ragazzo cerca di persuaderla e dopo essersi vendicata di tre ragazze si pente e va a parlare con Reese. I due però parlando decidono quindi di vendicarsi anche dell'ultima ragazza. Malcolm cerca di fermargli, ma viene legato in auto.
- Diane, una delle quattro ragazze, è interpretata da Emma Stone in una delle sue prime interpretazioni.

## Mal di denti
- Titolo originale: '
- Diretto da:
- Scritto da:

### Trama
Hal sta giocando a poker con i suoi amici e si lamenta per un dente dolorante. Trey dice che ci penserà lui essendo un dentista; l'uomo pensa che l'amico quindi gli farà il lavoro gratis, invece riceve una parcella con solo uno sconto del 10%. Alla successiva partita quindi cominciano a litigare e Hal si toglie il dente messo, ma ciò gli causa un grave ascesso. Nella partita successiva allora tutti cercano di far vincere l'uomo per fargli pagare la parcella e far rimettere le cose a posto, ma l'uomo scoperto il trucco si ribella e dice che non farà nulla. Gli amici allora per il bene di Hal lo legano e lo portano allo studio di Trey che gli rimette il dente gratuitamente. Dewey e Malcolm intanto si stanno annoiando e dal cielo, come per miracolo, cade un materasso comodissimo. I due quindi cominciano a dormire un sacco di tempo, ma proprio per questo cominciano a ignorare i loro compiti e lavori. Dewey se ne rende conto e cerca di far buttar via il materasso a Malcolm che invece vuole sempre dormire. Un giorno però il terzogenito quando si sveglia non trova più il materasso e il quartogenito dice di non saper nulla. Reese intanto scopre che la mamma non sa andare in bicicletta e sta cercando di imparare. Lois a causa di traumi ha paura di cadere, ma il figlio alla fine riesci a insegnarle a usare il mezzo.

## Il rifugio
- Titolo originale: '
- Diretto da:
- Scritto da:

### Trama
Hal, Lois e Malcolm sono in un centro commerciale. Lois partecipa a una gara per vincere un'auto, essa consiste nel toccare la macchina e non mollare la presa, l'ultimo che rimane vince il mezzo. Malcolm si iscrive a una scuola di danza perché vede una ragazza molto bella. Alla lezione dimostra di essere bravissimo e decide di partecipare a una gara proprio con questa ragazza che si rivela un disastro e si fa male. Viene quindi assegnato a un'altra che a lui non piace fisicamente ma è bravissima. In seguito però Malcolm si infatua della nuova ragazza e lei prova lo stesso e gli dà un bacio. Alla gara però perdono per colpa di Malcolm che smette di ballare quando lei gli dice che non si aspettava di innamorarsi di lui non essendo così attraente. Intanto Reese e Dewey scoprono un bunker antiatomico sotto la casa e ci rinchiudono il padre. Costui prima si arrabbia, ma poi si gode il posto, perché ha tutti i comfort. I due poi si mettono a fare lavoretti in casa pensando di calmare la rabbia del genitore ignari che invece si sta divertendo. A fine puntata Dewey e Reese scoprono tutto e cominciano a litigare con Hal, ma vengono interrotti da Lois che ha vinto la macchina.
- Una delle uscite del bunker è nella sabbiera del giardino, ma ciò è incongruente con diversi episodi della serie. Per fare un esempio nell'episodio 22 della seconda stagione Dewey si sotterra nella sabbiera dove dovrebbe esserci la botola.

## Battaglia navale
- Titolo originale: '
- Diretto da:
- Scritto da:

### Trama
Hal e Jamie vanno al laghetto per giocare con una nave radiocomandata. I due si siedono su una panchina, dove poi arriva un bambino che dice che è sua e per ripicca distrugge con la sua nave quella di Hal. Intanto Malcolm deve andare a trovare Stevie all'ospedale, ma si inventa delle scuse, perché ha paura di vedere l'amico che non sta bene. Lois trascura completamente Dewey, il quale decide di vendicarsi facendole vari dispetti come tagliargli bottoni ai vestiti e scheggiando le sue tazze. Reese intanto ha trovato lavoro come venditore telefonico ed essendoci un premio per chi vende di più usa tutti i mezzi per vincere. A un certo punto chiama un uomo che vuole suicidarsi e il ragazzo riesce a fermarlo, ma solo per poi vendergli un sacco di altra roba e vincere il premio. Alla fine dell'episodio Malcolm aiuta Hal a vendicarsi e distruggere la barchetta del bambino avversario. Il padre riesce a convincerlo ad andare a trovare l'amico all'ospedale. Il ragazzo entra poi nella stanza saluta l'amico e se ne va subito, ma Stevie è contento e dice a un altro malato: "Hai visto? Te l'avevo detto che sarebbe venuto".
- Il lago in cui i personaggi vanno è il Balboa Park.

## Lezioni di vita
- Titolo originale: '
- Diretto da:
- Scritto da:

### Trama
Malcolm vuole andare a un concerto di nascosto, ma Lois sposta i suoi orari di lavoro chiedendo un favore a Craig. Il ragazzo tenta in tutti i modi di far cambiare idea all'uomo dicendo anche cose molto cattive e umiliante dette o pensate su di lui da sua madre. L'uomo quindi si licenza prende un'auto e decide di andare all'avventura. Reese nel frattempo conosce una ragazza, la quale pensa che sia vegetariano e comincia a uscirci insieme. La ragazza poi però scopre la verità. Il secondogenito la notte ha poi degli incubi e comincia a non mangiare più la carne; va nel mattatoio dove lavora proprio con la sua nuova fiamma e libera tutti gli animali che corrono verso l'autostrada impazziti. Malcolm sentendosi in colpa confessa tutto alla madre; insieme corrono a recuperare Craig, che intanto viene investito dalla mandria di animali di Reese. La donna riesce poi a convincerlo a tornare alla sua solita vita.
- Vi sono diverse incongruenze con gli episodi precedenti: la macchina vinta da Lois non c'è e la donna usa la solita auto vecchia, Reese che lavorava con successo all'azienda di televendite è tornato al suo vecchio lavoro al mattatoio.

## Il ballo alternativo
- Titolo originale: '
- Diretto da:
- Scritto da:

### Trama
Dewey scopre che non c'è nessuna foto e nessun album di lui e della sua infanzia in casa e ci rimane male. Malcolm con altri ragazzi impopolari decide di organizzare un'alternativa al ballo di fine anno, che chiamano "Ollab" (ballo al contrario). Reese intanto viene pagato da una ragazza per portarla al ballo. Ben presto però la ragazza si innamora del secondogenito, il quale però allo scoccare della mezzanotte la lascia, dicendo che aveva fatto tutto per soldi e rinunciando pure a fare l'amore con lei. L'Ollab di Malcolm viene poi interrotto dai ragazzi popolari che invitano tutti a unirsi a loro al ballo ufficiale e accettano, lasciando solo il terzogenito con un altro studente nudo. Dewey intanto ha rubato il portafoglio ad Hal e tramite una caccia al tesoro obbliga i genitori a prendere un sacco di cose per una festa in apparenza in suo onore. Alla fine si scopre che ha organizzato tutto per Jamie in modo che lui almeno abbia un album di foto e non succeda quello che è successo a lui.
- Questo è il 150º episodio della serie.

## Ognuno per la sua strada
- Titolo originale: '
- Diretto da:
- Scritto da:

### Trama
La famiglia sta facendo i conti per vedere se hanno i soldi per pagare la retta universitaria di Malcolm per Harvard, ma scoprono che non ne hanno abbastanza. Il terzogenito inoltre deve preparare il discorso di fine anno del liceo e la mamma gli dà suggerimenti che non vuole seguire. Nel frattempo ai tre fratelli viene in mente di avere ancora "l'opzione nucleare" da disinnescare. Si tratta della peggior malefatta che abbiano mai fatto, ovvero aver fatto credere a Lois di avere il cancro. In seguito davanti a Craig e Jamie bruciano tutte le prove, ma Dewey in realtà ha ancora tenuto tutto il materiale di nascosto. Intanto Reese è preso in prova nella sua scuola come bidello, ma gli viene detto che è sostanzialmente impossibile che lo prendano salvo non succeda qualcosa che sporchi e rovini tutto l'edificio. Il ragazzo quindi si mette a prendere tutte le sostanze più sporche e puzzolenti che trova per formare una sostanza altamente distruttiva. Abe porta un amico molto ricco a casa loro, il quale è disposto a prendere a lavorare Malcolm nella sua azienda con uno stipendio altissimo, ma la madre fa saltare tutto, apparentemente senza ragione. In seguito mentre sono in auto la sostanza di Reese esplode, sporcando tutta la famiglia. Il terzogenito a quel punto litiga con la madre, la quale le dice di aver fatto così perché il destino che hanno scelto per lui è laurearsi, soffrire e diventare uno dei migliori presidenti della storia degli Stati Uniti. Lois dice che grazie a tutta la sofferenza e le difficoltà che avrebbe incontrato in futuro diventerà l'unico presidente che penserà davvero alla povera gente. In contemporanea dice anche che il futuro che hanno scelto per Dewey è di ricchezza e successo. Arriva il giorno del diploma e Malcolm fa il suo discorso decidendo di dire le cose suggerite dalla mamma, la quale si commuove.

### Epilogo
Il finale fa vedere tre mesi dopo il destino di tutta la famiglia:
Francis ha trovato un bel lavoro come impiegato, ma non vuole dirlo alla madre.
Reese è riuscito a far licenziare il bidello precedente e a sostituirlo nella sua scuola e vive con Craig.
Malcolm fa il bidello ad Harvard e frequenta le lezioni.
Dewey e Jemie continuano a fare scherzi alla madre insieme.
Lois e Hal pensano di aver messo tutta la famiglia a posto, ma scoprono di aspettare un altro figlio di cui non viene rivelato il sesso.
- Questo è l'ultimo episodio della serie.
- Viene rivelato il cognome della famiglia che è "Noname" in contrasto con quello detto in precedenza, ma è anche un gioco di parole perché tradotto vuol dire "senza nome".
- La nascita del sesto figlio fa sì che Malcolm non possa più essere il figlio di mezzo come il titolo della serie.